# Afterfall: Insanity
Afterfall: Insanity (рус. Afterfall: Тень прошлого, стилизованное название Afterfall: InSanity) — компьютерная игра в жанрах шутер от третьего лица и survival horror, разработанная польской компанией Intoxicate Studios и выпущенная Nicolas Entertainment Group 25 ноября 2011 года для Microsoft Windows. Изначально планировалась, что Afterfall также будет выпущена для PlayStation 3 и Xbox 360, но в результате этот проект был отменён. События игры разворачиваются в постапокалиптическом мире, где люди вынуждены прятаться в подземных бомбоубежищах. Главным героем выступает доктор Альберт Токай, который помогает людям справиться с синдромом изоляции.
Afterfall получила смешанные отзывы критиков, набрав 50 баллов из 100 на сайте Metacritic. Журналисты негативно отзывались о сюжете, называя его «банальным», боевой системе и игре актёров озвучивания. Положительно была оценена атмосферность игры и звуковое сопровождение. 19 февраля 2015 года был выпущен первый эпизод сиквела под названием Afterfall: Reconquest, однако разработка последующих эпизодов была остановлена ввиду банкротства компании.

## История
Во вселенной Afterfall Вторая мировая война закончилась иначе. В последний год войны учёным Адольфа Гитлера удаётся создать вундерваффе — атомную бомбу. В январе 1945 года ракета Фау-2 с ядерной боеголовкой ударила по позициям советской армии, которая готовилась пересечь польско-германскую границу. Военные действия были прекращены и начались мирные переговоры; в это же время США и Советский Союз также создали ядерное оружие. Армия Крайова объявила о создании Новой Польши, территория которой фактически стала буферной зоной с размещёнными на ней военными базами США. Началась холодная война. Территория Польши восточнее рек Вислы и Сана оказались под контролем СССР, а столица была окружена Варшавской стеной. В 1960 году вышедший из повиновения советский генерал Кайзер, угрожая нанести ядерные удары по советским военным базам, потребовал, чтобы силы Красной армии покинули Польшу и Западную Украину. В результате Кайзер стал единоличным правителем Польши, а в стране воцарился тоталитаризм. Силы США также покинули территорию страны, но продолжали вести секретные переговоры касательно финансовой поддержки и обмена технологиями.
В 2011 году Германия создала бомбу нового образца, реальную мощность которой не представляли даже её создатели. Спустя год бомба под кодовым названием «Энтропия» взорвалась над Ла-Маншем — осталось неизвестным, было ли это спланированной акцией или произошло случайно. Страны, участвующие в холодной войне, запустили свои ядерные ракеты, и фактически началась Третья мировая война. Некоторым людям удалось укрыться в подземных бомбоубежищах, являющимися частью крупных военных комплексов. Лишь в 2035 году, когда начинают разворачиваться события игры, на поверхность, где обитают только мутанты и монстры, были отправлены первые экспедиции, так как люди с большим трудом стали выносить вынужденное заточение. Оно усугубляется необходимостью жить в тоталитарном обществе и синдромом изоляции (англ. confinement syndrome).
Главный герой Afterfall: Insanity — 36-летний доктор Альберт Токай (англ. Albert Tokaj), член медицинской команды, которая отвечает за психическое и физическое здоровье людей, населяющих убежище «Слава» (англ. Glory). Альберт специализируется на лечении синдрома изоляции, однако сам страдает от его симптомов. Токай обвиняется в совершении тяжкого преступления, но ему удаётся нейтрализовать представителей закона и скрыться, надеясь доказать свою невиновность.

## Разработка
Изначально Afterfall планировалась как ролевая игра, события которой разворачиваются в постапокалиптическом мире (в духе Fallout и S.T.A.L.K.E.R.). Однако впоследствии было решено изменить жанр на survival horror. Разработку начали польские фанаты серий игр Fallout и S.T.A.L.K.E.R., но затем в 2008 году работу продолжили профессионалы из Nicolas Entertainment Group. Afterfall: Insanity использует движок Unreal Engine 3 и, таким образом, совместима с операционными системами Windows и Linux.

## Анонс и выход игры
Первая демонстрационная версия Afterfall была представлена во время её анонса. Разработчики рассказали, что действие будет постоянно держать игрока в напряжении, в том числе за счёт системы Quick Time Events: потребуется вовремя нажать нужную последовательность клавиш, чтобы главный герой выжил. Говоря о боевой системе, было отмечено, что сражения будут достаточно сложными, а сила удара в ближнем бою будет зависеть от того, насколько быстро игрок двигает мышью. На сюжет, по словам разработчиков, была сделана главная ставка; кроме того, они сообщали, что некоторые найденные в игре документы будут играть роль не в Insanity, а уже в следующей части под рабочим названием Chernobyl 2012. Изначально Intoxicate Studios установила цену за игру по предварительному заказу в один доллар. Разработчики пообещали, что если число предзаказов достигнет десяти миллионов, они пожертвуют десятую часть прибыли на благотворительность; в противном случае все собранные до этого деньги будут пожертвованы фонду, покупателям придётся доплатить ещё 33 доллара, но они бесплатно получат диск с саундтреком. Однако в результате количество заказов оказалось меньше.
Игра была выпущена 25 ноября 2011 года для персональных компьютеров через сервис цифровой дистрибуции. В Польше также продавалось коллекционное издание, которое включало в себя рюкзак, диск с саундтреком, два CD с музыкой, написанной по мотивам игры, 140-страничная энциклопедия о вселенной Afterfall, футболка с логотипом игры, а также календарь на 2012 год. Расширенная версия игры для Windows была выпущена 10 августа 2012 года, а 3 декабря того же года была опубликована в Steam.

### Загружаемый контент
Бесплатное DLC под названием Dirty Arena было опубликовано в Steam 22 февраля 2013. Данная арена вводит новый режим: игрок должен выжить отбиваясь, от нападающих на него противников. Это дополнение было также выпущено как отдельная игра Afterfall Insanity: Dirty Arena Edition 9 мая 2013 года. Afterfall: Dirty Arena — Second Strike, вторая карта для дополнения Dirty Arena, была опубликована в Steam 20 сентября 2013 года.

## Отзывы и критика
| Сводный рейтинг       | Сводный рейтинг            |
| Агрегатор             | Оценка                     |
| --------------------- | -------------------------- |
| GameRankings          | 49,80 %                    |
| Metacritic            | 50/100                     |
| Иноязычные издания    |                            |
| Издание               | Оценка                     |
| Destructoid           | 3/10 (расширенное издание) |
| Eurogamer             | 5/10                       |
| GameSpot              | 6/10                       |
| IGN                   | 4,5/10                     |
| Русскоязычные издания |                            |
| Издание               | Оценка                     |
| Absolute Games        | 45/100                     |
| PlayGround.ru         | 5/10                       |
| «Игромания»           | 5,10                       |

Afterfall: InSanity получила смешанные отзывы критиков, набрав 50 баллов из 100 на сайте-агрегаторе Metacritic и 49,80 % на GameRankings.
Обозреватель Eurogamer назвал игру «скучной» и чрезмерно линейной; головоломки, по его мнению, слишком простые и не вносят почти никакого разнообразия. Боевая система была охарактеризована как неплохая, но банальная, в частности, из-за «тупости» врагов. Были отмечены режимы FearLock (главный герой начинает паниковать и, таким образом, наносит больше урона в ближнем бою) и FreeFight (в качестве оружия можно использовать подручные объекты), но журналист не посчитал их достаточно оригинальными и меняющими игровой процесс. Сюжет также не удостоился положительной оценки ввиду банальности и плохого перевода на английский язык. Вместе с тем, звуковое сопровождение, графика и атмосфера игры были оценены положительно. Обозреватель заключает, что игра могла бы получиться необычной, но вместо этого она сделана по стандартному шаблону и потому практически ничем не выделяется. Похожее мнение высказал и журналист GameSpot, написав в своём обзоре, что сюжет игры скучен, а персонажам сложно сопереживать, так как игрок практически ничего них не знает, но атмосферность Afterfall: Insanity оставляет приятное впечатление. Последняя треть игры, по мнению журналиста, самая интересная, даже несмотря на очевидные проблемы. «Некоторые моменты в Afterfall: Insanity, без сомнения, реализованы хорошо, однако не заметить огрехи невозможно. Боевая система совершенно неинтересная, однако большую часть игры ты стреляешь и разрываешь всех на куски. […]».
Обозреватель IGN с иронией заметил, что сюжет как будто написан «писателем с психозом». «История подаётся через странные кат-сцены, которые часто не имеют смысла и заставляют меня задумываться, почему Альберт обо всех беспокоится и делает то, что делает», — добавляет журналист. По его мнению, ухудшающееся психологическое состояние главного героя — это, скорее, результат плохо проработанного сюжета. Атмосфера была удостоена положительного отзыва, однако обозреватель заметил, что спустя некоторое время игра перестаёт пугать, так как постоянно использует один и тот же приём. Игра актёров озвучивания была охарактеризована как «деревянная» и «неубедительная», а сражения в ближнем бою как чрезмерно неудобная из-за медленных движений Альберта, будто он «сделан из цемента». На сайте AG.ru отмечается, что поначалу игра кажется неплохой, но разработчики «не сумели довести безумие до нужного градуса», кроме того, через весь сюжет проходит ненужный мотив национальной гордости. Игра актёров озвучивания и анимация персонажей также была охарактеризована отрицательно. Журналист отмечает, что многие огрехи можно было бы простить, если бы игра позиционировалась как приключенческая, однако для экшена она имеет слишком простую систему сражений и неудобное управление. На сайте StopGame игра также была оценена негативно. По мнению автора обзора, она не удалась ни как survival horror, ни как шутер, а во время кат-сцен персонажи ведут себя странно и «несут какую-то околесицу». На сайте GameTech сюжет, напротив, удостоился положительной оценки и был назван «жемчужиной проекта». Однако боевая система и игра актёров озвучивания, как и во многих других обзора, была отнесена к отрицательным сторонам. «Труд сценаристов тонет во множестве проблем боевой системы, неадекватном поведении камеры и прочих недоработках», — заключает рецензент. По мнению обозревателя Игромании, игра не дотягивает до ужастика, лишь «притворяясь таковым», так как не предлагает ничего по-настоящему пугающего; кроме того, сам главный герой почти всё время невозмутим. В заключении автор пишет, что Afterfall не предлагает ничего, что раньше не встречалось в других играх, и вряд ли сможет составить конкуренцию Dead Space или Half-Life, у которых явно копирует геймплей.
В обзоре расширенного издания на сайте Destructoid игра была оценена крайне негативно: «плохая игра актёров озвучивания, […] простенькая графика, деревянная анимация, неудобное управление». Вместе с тем, журналист отмечает, что для ужастика из разряда «восемь фильмов на одном DVD за 5 баксов» Afterfall: Insanity выглядит довольно атмосферно. Боевая система, как и в других обзорах, была отнесена к отрицательным сторонам ввиду своей простоты. Пазлы, по мнению обозревателя, оказываются сложнее, чем они есть на самом деле, так как обучающие материалы слишком размыты и сложны для восприятия. Журналист замечает также, что если первая честь игры подкупает своей атмосферностью, то вторая часть наполнена элементами в стиле фильма Безумный Макс, для которых Afterfall явно не предназначена. В заключении журналист, как и его коллега с сайта Eurogamer, резюмирует, что игра могла бы получится неплохой и имеет определённую харизму, но её потенциал не был развит.

## Дальнейшие события
19 октября 2012 года Nicolas Entertainment Group создала отдельную страницу в социальной сети Facebook под названием «Pearl of the Wasteland» (с англ. — «Жемчужина пустоши»), на которой сообщалось, что Afterfall: Insanity получит продолжение. 9 мая 2013 года страница была переименована в Afterfall: Reconquest — это и стало названием следующей части игры. Действие сиквела разворачивается спустя 63 года после Третьей мировой войны (начавшейся, согласно легенде Insanity, в 2012 году). На странице игры в Facebook регулярно публиковались вымышленные записи выживших героев. Afterfall: Reconquest должна была иметь несколько эпизодов, однако компания успела опубликовать только первый из них, так как затем объявила о своём банкротстве. Это произошло из-за судебных тяжб с Epic Games, чей движок Unreal Engine 3 был использован для создания первой части игры. Таким образом, Afterfall: Insanity перестала распространяться через Steam, а разработка следующих эпизодов сиквела была остановлена.